# Adolf Ott (Schriftsteller)
Adolf Ott, Pseudonym Flodatto (* 10. März 1849 in Lindau; † 12. Januar 1918 in Puchheim) war ein deutscher Schriftsteller und Offizier.

## Leben
Adolf Ott publizierte mehrere Schriften über das Militärwesen, Reiseliteratur und Romane.

## Rezeption
Der Roman Vitus Schisler der erste Christus von Oberammergau wurde 1921 von Toni Attenberger verfilmt.

## Werke

### Romane
- Der Schürzenbauer
- Wildfeuer
- Memento mori!
- Die Hexe von Garmisch
- Der Bergführer
- Rab Golli, ein fahrender Mann. Hochgebirgsroman aus Mittenwalds Glanztagen
- Vitus Schisler der erste Christus von Oberammergau
- Zwei Häuser / Aus zwei Häusern. Münchner Roman aus den siebziger Jahren
- Die Schuld

### Militärische Schriften
- Studien über das Etappenwesen
- Lehrgang im Felddienst und im Schießen
- Taktik der Kompanie und des Bataillons
- Etappenwesen Deutschlands, Österreichs, Italiens und Frankreichs
- Dienst bei den Bezirkskommandos
- Bei höheren Stäben, Feldzugserinnerungen
- unsere braven Landstürmer

### Als Flodatto
- Durch Dahome. Ernste und heitere Erlebnisse, Reise- und Jagdabenteuer
- Alpenzauber. Lustige und ernste Geschichten aus den deutschen Alpen. Der reiferen Jugend erzählt von Flodatto, Verfasser von "Durch Dahome"